# Naturpark Saar-Hunsrück

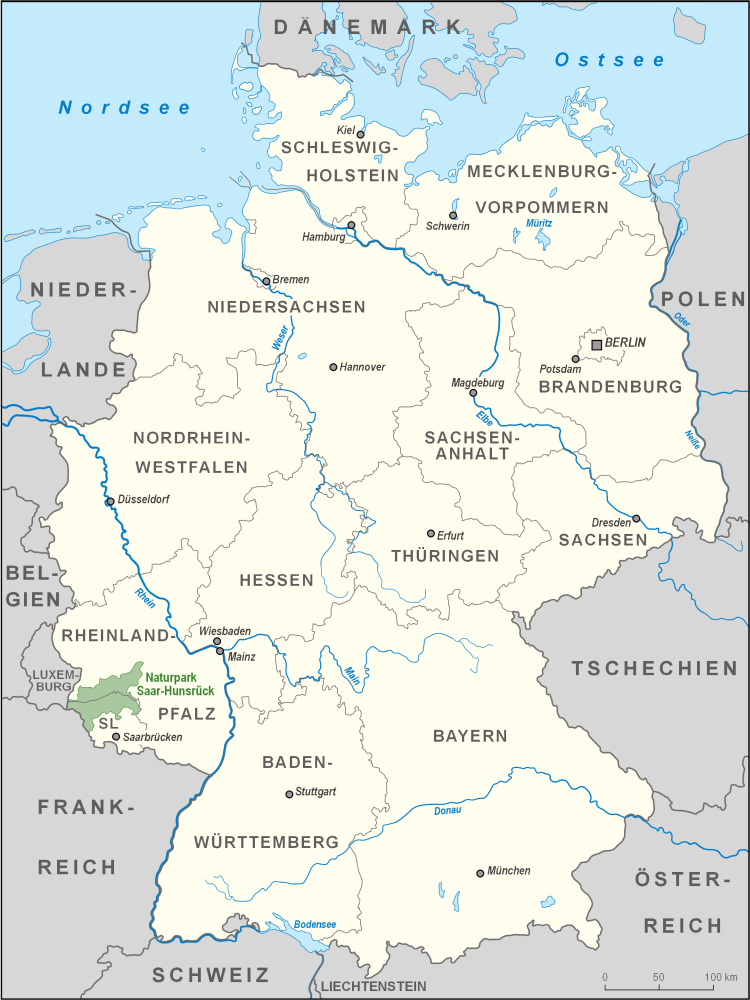
Lage des Naturparks Saar-Hunsrück

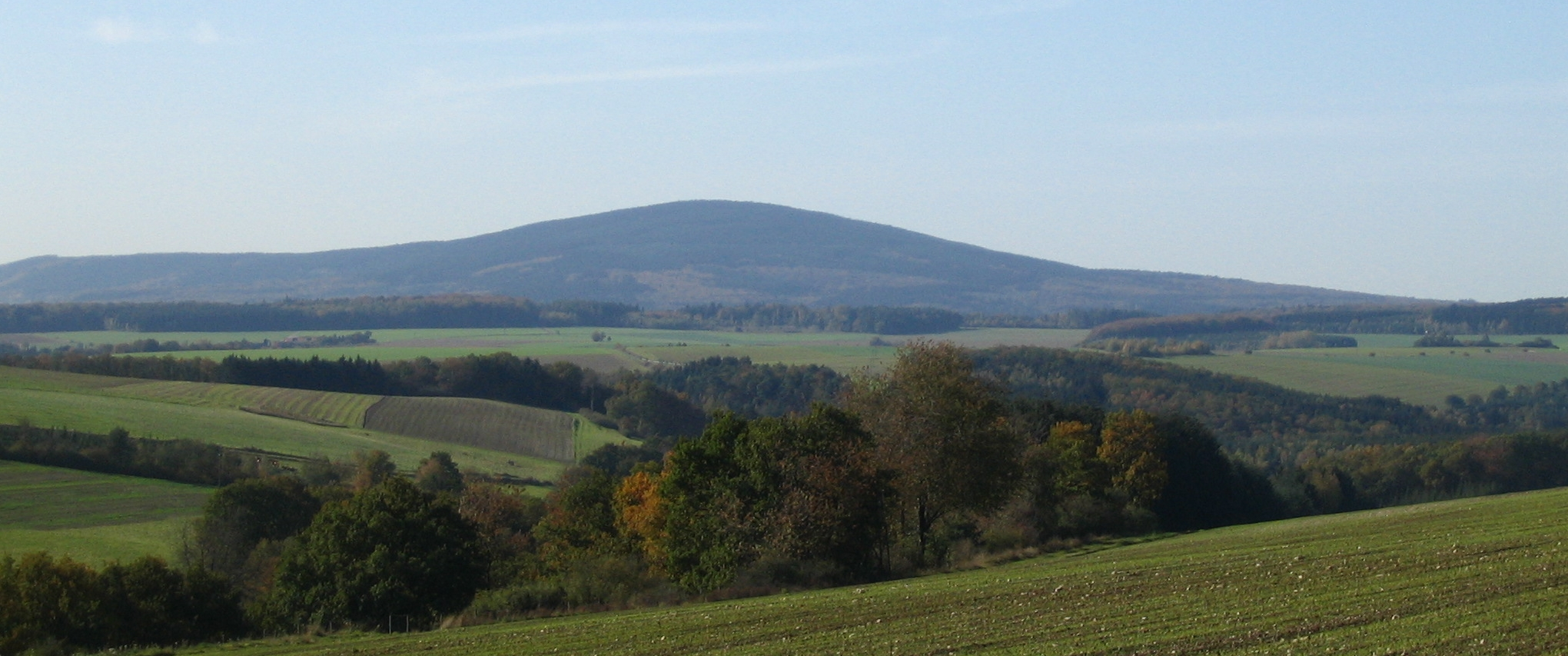
Idarkopf im Naturpark Saar-Hunsrück

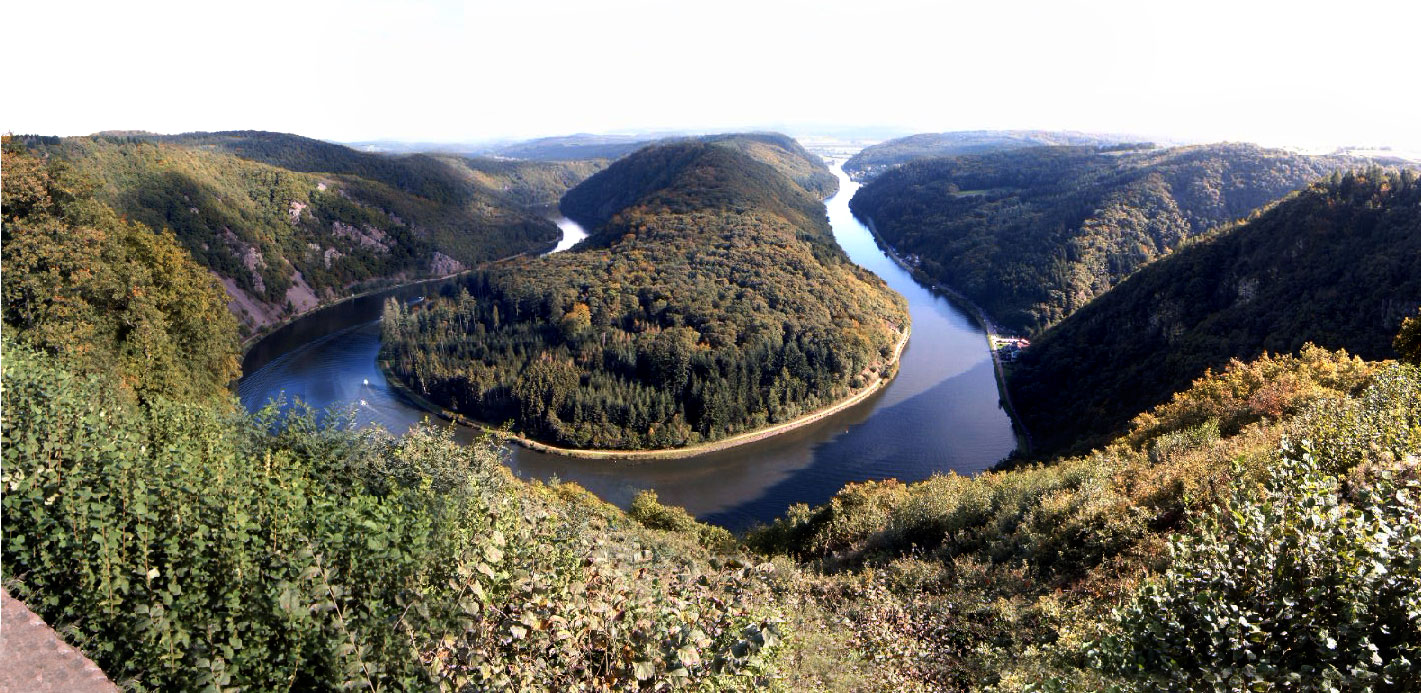
Blick von der Cloef auf die Saarschleife

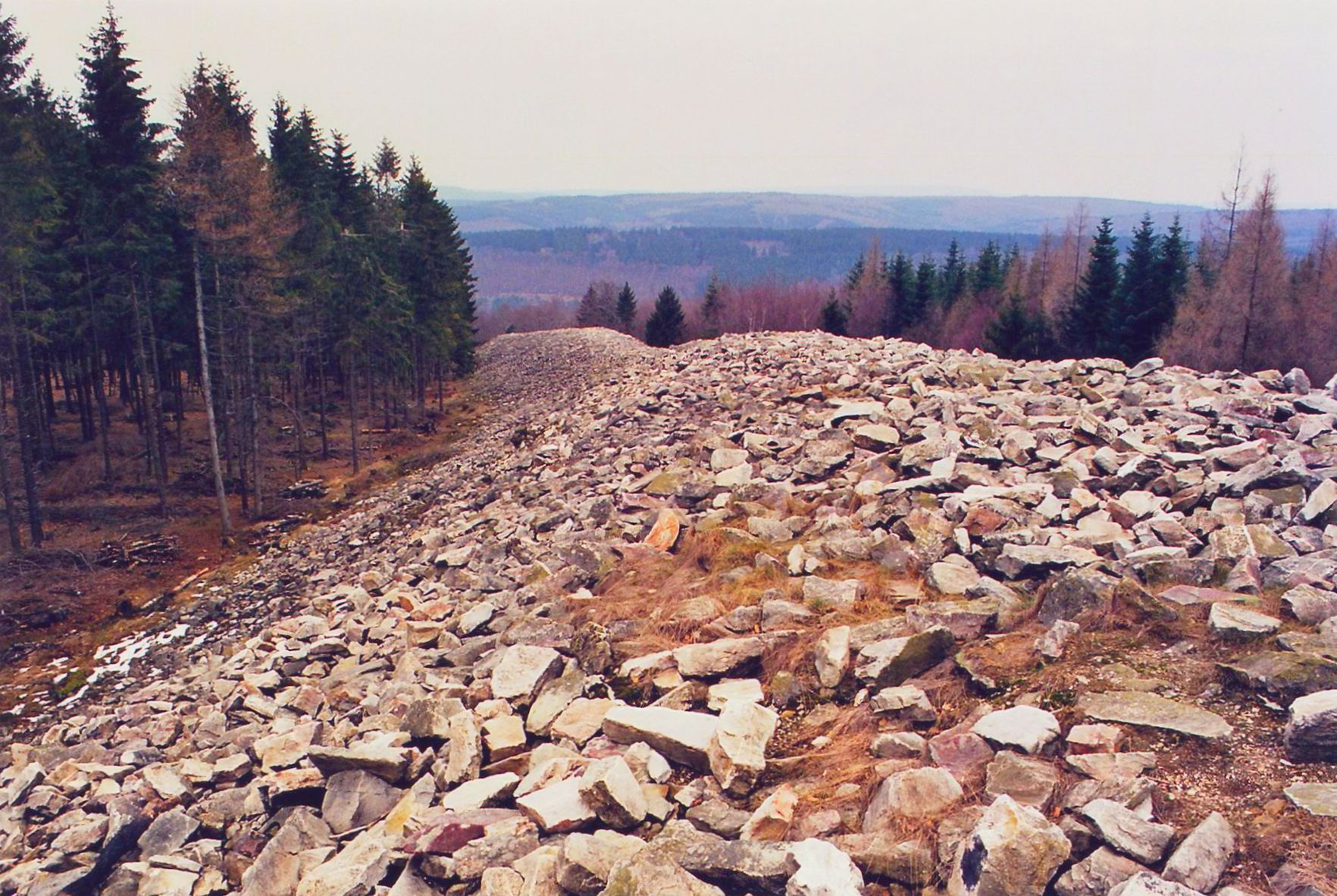
Ringwall von Otzenhausen

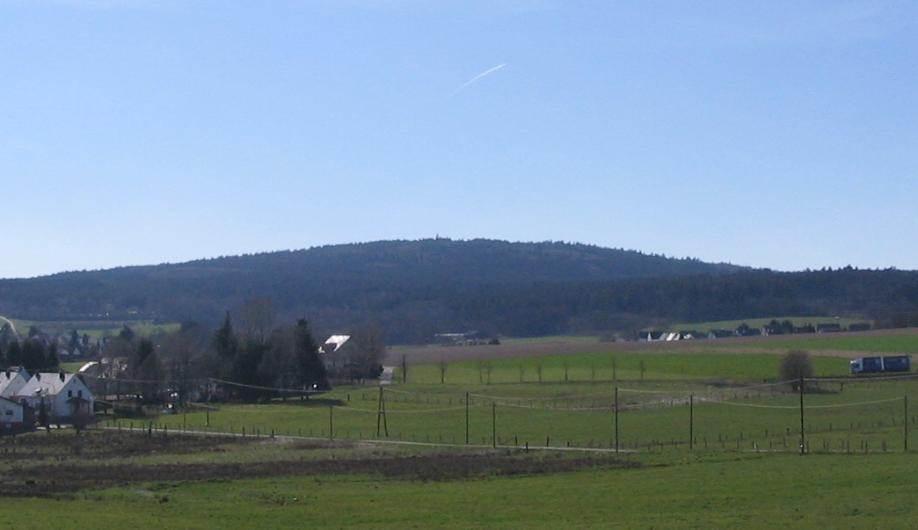
Rösterkopf bei Reinsfeld

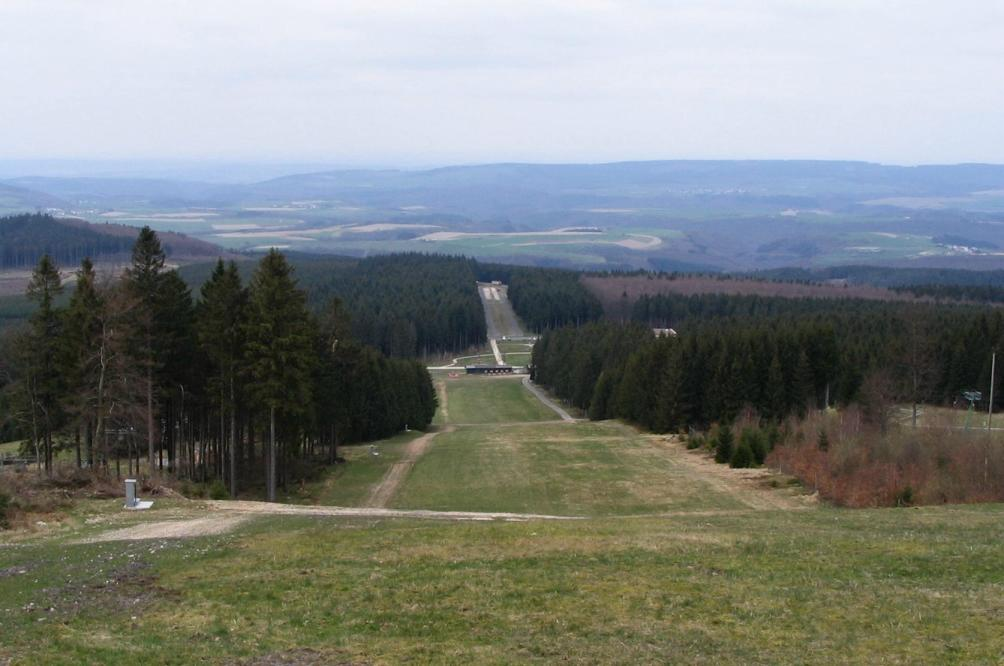
Blick vom Erbeskopf

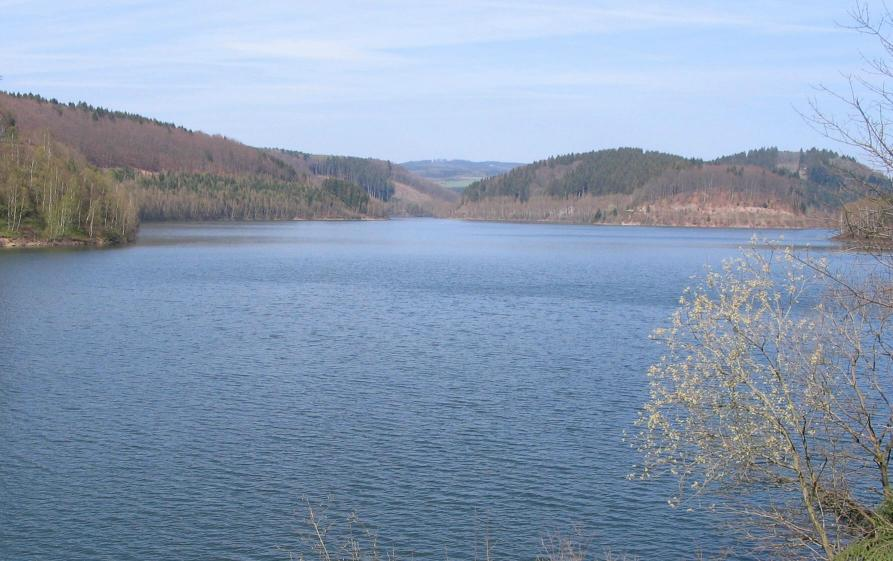
Primstalsperre

Der Naturpark Saar-Hunsrück ist im Jahr 1980 eingerichtet worden und umfasst in Rheinland-Pfalz und im Saarland eine Fläche von 2055 km², davon entfallen 101 km² auf den neuen Nationalpark Hunsrück-Hochwald.
Träger des Naturparks ist der Verein „Naturpark Saar-Hunsrück“ mit Sitz in Hermeskeil. In Hermeskeil unterhält der Verein ein „Erlebnismuseum“ und eines von sechs Informationszentren.

## Städte und Gemeinden
Im saarländischen Teil des Naturparks liegen mit ihrem gesamten Stadt- bzw. Gemeindegebiet die Städte und Gemeinden Perl, Mettlach, Losheim am See, Merzig, Weiskirchen, Wadern, Beckingen, Rehlingen-Siersburg, Wallerfangen, Nonnweiler, Tholey, Nohfelden, Oberthal, Namborn, St. Wendel und Freisen. Weiterhin die Stadt Lebach mit den Stadtteilen Dörsdorf und Steinbach, die Gemeinde Schmelz mit den Ortsteilen Dorf, Limbach und Michelbach sowie die Gemeinde Eppelborn mit dem Ortsteil Dirmingen.
In Rheinland-Pfalz sind es Gebietsteile der Verbandsgemeinden Saarburg-Kell, Konz, Ruwer, Hermeskeil (Landkreis Trier-Saarburg), Thalfang, Bernkastel-Kues (Landkreis Bernkastel-Wittlich), Kirchberg/Hunsrück (Rhein-Hunsrück-Kreis), Herrstein-Rhaunen, Birkenfeld und Baumholder (Landkreis Birkenfeld) und Gebietsteile der verbandsfreien Gemeinde Morbach (Landkreis Bernkastel-Wittlich) sowie der großen kreisangehörigen Stadt Idar-Oberstein (Landkreis Birkenfeld).

## Kernzonen
Im rheinland-pfälzischen Teil sind sieben Kernzonen festgelegt, für die erweiterte Schutzbestimmungen gelten:
- Mannebachtal
- Saartal-Leukbachtal
- Osburger Hochwald
- Westlicher Teil des Schwarzwälder Hochwaldes
- Östlicher Teil Schwarzwälder Hochwald-Idarwald
- Neuhof-Abentheuer
- Südöstlicher Hochwald Kirschweiler/Buhlenberg

## Gewässer
| - Mosel - Saar - Ruwer - Prims - Nied - Nahe - Dhron | - Idarbach - Bostalsee - Losheimer Stausee - Primstalsperre - Schwollbach - Traunbach - Blies |

## Berge
Zu den Bergen und Erhebungen im Naturpark Saar-Hunsrück gehören – sortiert nach Höhe in Meter (m) über Normalnull (NN; wenn nicht anders genannt laut ):
- Erbeskopf (816,32 m), Schwarzwälder Hochwald
- An den zwei Steinen (766,2 m), Idarwald
- Kahlheid (766 m), Idarwald
- Sandkopf (756,8 m), Schwarzwälder Hochwald
- Steingerüttelkopf (756,6 m), Idarwald
- Ruppelstein (755,2 m), Schwarzwälder Hochwald
- Idarkopf (745,7 m), Idarwald
- Usarkopf (725 m), Idarwald
- Rösterkopf (708,1 m), Osburger Hochwald
- Friedrichskopf (707,4 m[5]), Schwarzwälder Hochwald
- Schaumberg (568,2 m)

## Schutzzweck

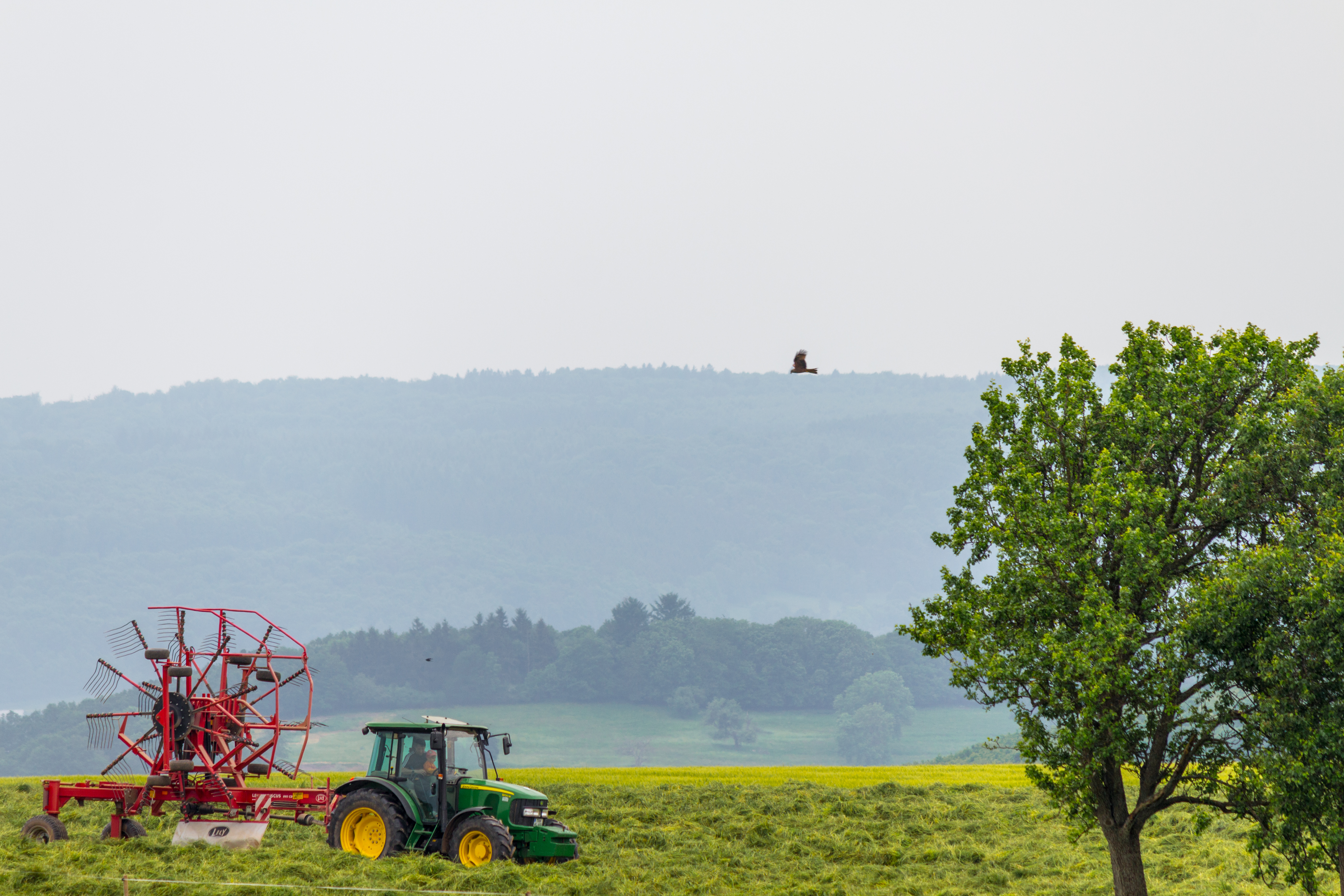
Bei Irsch

Die beiden Länder haben, jeweils für ihren Teil, unterschiedliche Schwerpunkte hinsichtlich des Schutzzwecks formuliert.
Saarland: „Im Naturpark soll die zur Erholung der Bevölkerung und für naturverbundenen Tourismus hervorragend geeignete Mittelgebirgslandschaft mit ihren die Landschaft prägenden Merkmalen, wie ausgedehnte Laubmischwälder, vielfältig strukturierte Agrarlandschaften mit Grünland in den Auen, naturnahen Bachläufen und lebendigen Dörfern und Siedlungen erhalten, gepflegt und entwickelt werden.“
Rheinland-Pfalz: „Schutzzweck für den gesamten Naturpark ist die Erhaltung der landschaftlichen Eigenart, Schönheit und des für Langzeit- und Kurzurlaub besonderen Erholungswertes des südwestlichen Hunsrücks und des Saartales mit den begleitenden Höhenzügen von der Landesgrenze bis Kanzem.“ Zusätzlicher Schutzzweck für die sieben Kernzonen in Rheinland-Pfalz ist es, eine Erholung in der Stille zu ermöglichen.

## Saar-Hunsrück-Steig
Ein Projekt des Naturparks ist der 410 km lange Premiumwanderweg Saar-Hunsrück-Steig von Perl an der Grenze zu Luxemburg über Mettlach, Weiskirchen und die Römerstadt Trier zur Primstalsperre, weiter zum Erbeskopf, dem Ringwall von Otzenhausen, zum Wildenburger Kopf über Idar-Oberstein bis nach Boppard am Rhein.